# ۶ ساعت فوجی
۶ ساعت فوجی (قبلاً فوجی ۱۰۰۰ کیلومتر) یک مسابقه اتومبیلرانی خودروهای اسپرت است که در فوجی اسپیدوی در اویاما، شیزوئوکا، ژاپن برگزار می‌شود. این مسابقه برای اولین بار در سال ۱۹۶۷ برگزار شد و در سال ۱۹۷۷ به بخشی از سری جدید مسابقات استقامتی فوجی تبدیل شد. در سال ۱۹۸۲ ۱۰۰۰ دوم مسابقه کیلومتری معروف به مسابقات استقامتی در ژاپن به عنوان دور مسابقات قهرمانی جهانی اتومبیل‌های ورزشی برگزار شد. مسابقات قهرمانی نمونه‌های ورزشی تمام ژاپن در سال ۱۹۸۳ تشکیل شد و از آن زمان به بعد این رویداد در تقویم این مسابقات حضور پیدا کرد. مسابقات جهانی پس از سال ۱۹۸۸ به پایان رسید، اما JSPC هر دو مسابقه را تا سال ۱۹۹۲ ادامه داد. این مسابقه در سال ۱۹۹۹ به عنوان تلاشی برای سنجش علاقه به سری مسابقات لمانز آسیایی احیا شد. اگرچه این مسابقات موفق به ادامه نشد اما این مسابقه دوباره به عنوان بخشی از چالش کوتاه مدت ژاپن لمانز در سال ۲۰۰۷ برگزار شد. این مسابقه دوباره به عنوان بخشی از تقویم مسابقات جهانی استقامتی فصل ۲۰۱۲ بازگشت، اما به یک مسابقه ۶ ساعته، بدون محدودیت مسافت تغییر کرد.

## برندگان گذشته

### برندگان سازنده
| رتبه | سازنده | بردها | سال‌ها                                                              |
| ---- | ------ | ----- | ------------------------------------------------------------------ |
| ۱    | تویوتا | ۱۶    | ۱۹۶۷–۱۹۶۹، ۱۹۷۲، ۱۹۷۳، ۱۹۸۷، ۱۹۹۰، ۲۰۱۲–۲۰۱۴، ۲۰۱۶–۲۰۱۹، ۲۰۲۲–۲۰۲۳ |
| ۲    | پورشه  | ۸     | ۱۹۷۱، ۱۹۸۳، ۱۹۸۵، ۱۹۸۶، ۱۹۸۸، ۱۹۸۹، ۲۰۱۵، ۲۰۲۴                     |
| ۳    | مارس   | ۵     | ۱۹۷۵–۱۹۷۸، ۱۹۸۱                                                    |
| ۴    | نیسان  | ۴     | ۱۹۷۰، ۱۹۹۱، ۱۹۹۲، ۱۹۹۹                                             |
| ۵    | شورون  | ۳     | ۱۹۷۴، ۱۹۷۹، ۱۹۸۰                                                   |
| ۶    | ب‌ام‌و   | ۱     | ۱۹۸۲                                                               |
| ۶    | مزدا   | ۱     | ۱۹۸۴                                                               |
| ۶    | رینارد | ۱     | ۲۰۰۷                                                               |

### برندگان سازنده موتور
| رتبه | تأمین کننده موتور | بردها | سال‌ها                                                              |
| ---- | ----------------- | ----- | ------------------------------------------------------------------ |
| ۱    | تویوتا            | ۱۶    | ۱۹۶۷–۱۹۶۹، ۱۹۷۲، ۱۹۷۳، ۱۹۸۷، ۱۹۹۰، ۲۰۱۲–۲۰۱۴، ۲۰۱۶–۲۰۱۹، ۲۰۲۲–۲۰۲۳ |
| ۲    | پورشه             | ۸     | ۱۹۷۱، ۱۹۸۳، ۱۹۸۵، ۱۹۸۶، ۱۹۸۸، ۱۹۸۹، ۲۰۱۵، ۲۰۲۴                     |
| ۳    | مزدا              | ۵     | ۱۹۷۷–۱۹۷۹، ۱۹۸۱، ۱۹۸۴                                              |
| ۴    | نیسان             | ۴     | ۱۹۷۰، ۱۹۹۱، ۱۹۹۲، ۱۹۹۹                                             |
| ۴    | ب‌ام‌و              | ۴     | ۱۹۷۵، ۱۹۷۶، ۱۹۸۰، ۱۹۸۲                                             |
| ۶    | فورد              | ۱     | ۱۹۷۴                                                               |
| ۶    | گیبسون            | ۱     | ۲۰۰۷                                                               |